# Der Dreckspatz und die Königin
Der Dreckspatz und die Königin (Originaltitel: The Mudlark) ist ein US-amerikanischer Spielfilm aus dem Jahr 1950 mit Irene Dunne in der Rolle der Königin Victoria und Alec Guinness als Benjamin Disraeli. Die fiktive Handlung erzählt, wie die Königin durch die Begegnung mit einem Straßenjungen aus ihrer tiefen Trauer um ihren verstorbenen Ehemann Prinz Albert herausfand.

## Handlung
Little Wheeler, ein Straßenjunge, halb verhungert und heimatlos, findet 1875 ein Medaillon mit dem Bild von Königin Victoria. Ein älterer Freund erklärt ihm, dass dies „die Mutter aller Engländer“ sei. Wheeler, der dies wörtlich nimmt, macht sich zu Fuß auf den Weg nach Windsor, um sie kennenzulernen. Victoria aber hat sich die letzten 13 Jahre in ihrem Palast von der Außenwelt verschlossen und trauert um ihren verstorbenen Gatten. Als Wheeler von den Palastwachen während der Vorbereitungen zu einem Staatsdinner entdeckt wird, verdächtigt man den Jungen fälschlicherweise, Teil eines Komplotts zu sein, um die Königin zu ermorden. Der Premierminister Benjamin Disraeli erkennt, dass der Junge harmlos ist und verteidigt ihn vor dem Parlament. In seiner Rede kritisiert er indirekt die Königin, die sich aus dem öffentlichen Leben zurückgezogen hat. Die Königin ist aufgebracht von der Rede, aber sie ist aufrichtig ergriffen von Wheeler, und schließlich kehrt sie ins öffentliche Leben zurück.

## Hintergrund
20th Century Fox erwarb 1949 die Filmrechte an dem erfolgreichen Roman The Mudlark von Theodore Bonnet für 75.000 US-Dollar und begann unverzüglich mit den Vorbereitungen für die Verfilmung. Die Dreharbeiten sollten in England mit einer fast rein britischen Besetzung stattfinden. Studiochef Darryl F. Zanuck warnte deshalb den Regisseur Jean Negulesco ausdrücklich davor, die Schauspieler am Ende auch noch mit britischem Akzent reden zu lassen:

„Nichts schadet einem Film aus England in Amerika so sehr wie ein ausgeprägter britischer Akzent. Ein britischer Film muss absolut sensationell sein, um in diesem Land eine Chance zu haben und die ausgeprägte Abneigung der amerikanischen Zuschauer vor dem britischen Akzent zu überwinden. … Ein schottischer Akzent ist der schlimmste überhaupt. Wenn wir in dem Film zuviel mit Akzent sprechen lassen, haben wir ein gehöriges Problem.“

Die Schauspielerin Irene Dunne wurde als Königin Victoria besetzt, da die meisten englischen Schauspieler in Amerika unbekannt waren und Dunne trotz ihrer 51 Jahre immer noch viele Fans hatte. Um Dunne wie die echte Königin aussehen zu lassen, verbrachte sie jeden Morgen rund 90 Minuten in der Maske, wo sie mit Hilfe von Latex und Make-up älter und fülliger zurechtgemacht wurde. Während die meisten zeitgenössischen Kritiker an Dunne und ihrer Darstellung herummäkelten und sie langweilig und statisch empfanden, mehren sich heute die Stimmen, die die Intensität ihrer Interpretation loben. Die Schauspielerin verschwindet vollkommen hinter dem Charakter. Sie legt hier zum einzigen Mal in ihrer Karriere komplett ihren leichten Südstaatenakzent ab und spricht eher flach und abgehackt, ganz wie Victoria. Auch verzichtet Dunne in der Rolle auf ihre sonst typischen ausdrucksstarken Bewegungen mit den Händen. Stattdessen interpretiert sie die Königin als eine Frau, die sich vollständig in sich selbst und ihre Trauer zurückgezogen hat. Fast bis zum Schluss zeigt sie kaum Gefühlsregungen und bleibt kühl und abweisend. Erst als der Premierminister der Königin den Ernst der Lage erläutert, der aus ihrem vollständigen Rückzug aus der Öffentlichkeit für die Monarchie an sich entstanden ist, ruft sie in einem Anflug von Selbsterkenntnis aus

„Sie mögen mich nicht!“

Obwohl es anfänglich gewisse Vorbehalte im Vereinigten Königreich gegen die Besetzung der Victoria mit einer amerikanischen Schauspielerin gab, wurde der Film für die jährliche Royal Film Performance ausgewählt, eine Benefizveranstaltung zugunsten des Cinematograph Trade Benevolent Fund. Der Aufführung wohnten König Georg VI. und die königliche Familie bei. Irene Dunne wiederholte ihre Rolle im August 1951 in der populären Radioshow Lux Radio Theatre mit Sir Cedric Hardwicke als Disraeli.
Die Rolle der Königin Victoria war bereits mehrfach Gegenstand von Bühnen- und Filmdarstellungen. Helen Hayes hatte 1935 in dem Theaterstück Victoria Regina den größten Erfolg ihrer Bühnenlaufbahn. In den drei Jahren nach der Premiere brachte es die Produktion auf 963 Aufführungen und die Schauspielerin tourte anschließend noch einige Jahre durch die USA. 1937 drehte Anna Neagle an der Seite von Adolf Wohlbrück Königin Viktoria. Der Film konzentriert sich auf die Beziehung zwischen Victoria und Albert. Regie führte Herbert Wilcox. Der große finanzielle Erfolg veranlasste Star und Regisseur 1938 mit Sixty Glorious Years die gesamte Regierungszeit der Monarchin zu dokumentieren. Die Beziehung zwischen der Königin und John Brown wurde 1997 als Mrs Brown unter der Regie von John Madden II mit Judi Dench und Billy Connolly in die Kinos gebracht. Bereits in den frühen 1970er Jahren gab es Pläne, das Projekt mit Elizabeth Taylor und Sean Connery zu verfilmen.

## Auszeichnungen
Der Film ging mit einer Nominierung in die Oscarverleihung 1952
- Bestes Kostümdesign in einem Schwarzweißfilm – Margaret Furse, Edward Stevenson

## Kritiken
Die meisten Kritiker fanden den Film charmant. Irene Dunne hingegen fand kein Lob für ihre Darstellung als Königin Victoria.
In der New York Times benutzte der Rezensent besonders harsche Worte gegenüber der Hauptdarstellerin:

„[Der] Kritiker vermag zu berichten, dass es sich bei diesem Film […] um eine warmherzige und positive Produktion handelt. [Die] Darstellung von Irene Dunne in der Rolle der Victoria ist steif und unglaubwürdig. Leider, wenn auch nicht durch ihre Schuld, hat sie nicht das Talent für diese Aufgabe. Und obwohl sie sehr stark zurechtgemacht worden ist, um der überladenen Königin zu ähneln, gelingt es ihr kaum, die Illusion zum Leben zu erwecken oder echte Gefühle zu erzeugen, was insgesamt sehr bedauerlich ist.“